# Kutina
Pour les articles homonymes, voir Kutina (homonymie).
Kutina est une ville et une municipalité située dans le comitat de Sisak-Moslavina, en Croatie. Au recensement de 2001, la municipalité comptait 24 597 habitants, dont 86,05 % de Croates et la ville seule comptait 14 814 habitants.

## Localités
La municipalité de Kutina compte 23 localités : 
| - Banova Jaruga - Batina - Brinjani - Čaire - Gojlo - Husain - Ilova - Jamarica - Janja Lipa - Katoličke Čaire - Kletište - Krajiška Kutinica | - Kutina - Kutinica - Kutinska Slatina - Međurić - Mikleuška - Mišinka - Repušnica - Selište - Stupovača - Šartovac - Zbjegovača |